# Arena

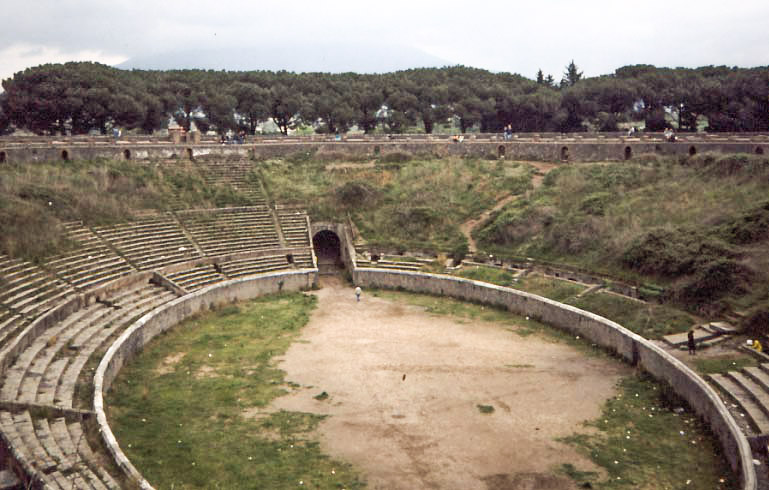
Arena amfiteatru w Pompejach

Arena (z łac. harena, arena - piasek) – usytuowany w centrum obiektu i wysypany piaskiem plac w kształcie koła lub elipsy. Miejsce walk, turniejów, popisów, igrzysk i widowisk. Wywodzi się ze starożytnego teatru greckiego i rzymskiego oraz cyrku rzymskiego.
W średniowieczu arena była placem gonitw i turniejów rycerskich. W wieku XVIII areny bywały jednym z elementów barokowych kompozycji ogrodowych. Współcześnie termin używany jest w odniesieniu do cyrków, a także w licznych nazwach własnych, np. stadionów oraz w znaczeniu przenośnym.